# Guamia mariannae
Genre
Espèce
Classification phylogénétique
Guamia mariannae est une espèce de plantes à fleurs de la famille des Annonaceae. C'est l'unique espèce du genre Guamia. Elle est endémique des îles Mariannes.
Selon Plants of the World Online, c'est un synonyme de Meiogyne cylindrocarpa.